# Zoo de Dresde

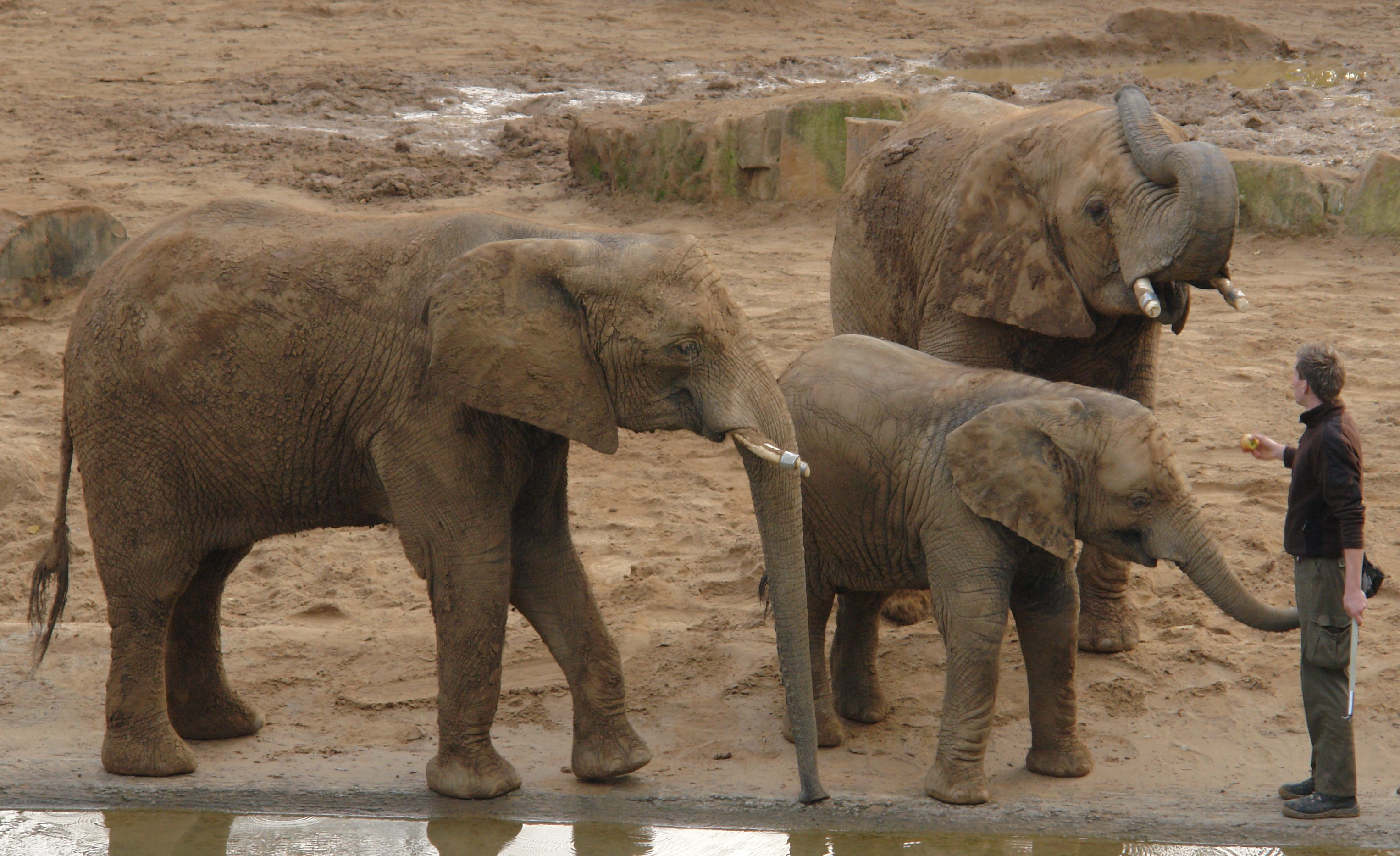
Eléphants du zoo de Dresde.

Le zoo de Dresde est un parc zoologique situé en Allemagne, à Dresde, à côté du Grand Jardin.

## Histoire
Fondé en 1861 par Ludwig Reichenbach avec le soutien de la population de Dresde et du roi de Saxe, ce zoo allemand est spécialisé dans les hominoïdés et les singes et a été le premier à observer la naissance d'un orang-outang, la guenon qu'il venait d'accueillir en 1927 étant enceinte. Il détient également de nombreux animaux rares comme le Pandinus imperator, l'éléphant d'Afrique ou l'Heterocephalus glaber. Il a également détenu des félins rares comme le Chat de Temminck et le Caracal du Turkménistan. Un restaurant et une salle tropicale sont situés dans le bâtiment d'entrée.